# Francesco Suppo
Francesco Suppo (ur. 7 września 1915 w Sassello, zm. 5 sierpnia 1995 w Torriglii) – włoski zapaśnik walczący w stylu klasycznym. Olimpijczyk z Londynu 1948, gdzie zajął dwunaste miejsce w kategorii do 57 kg.

## Letnie Igrzyska Olimpijskie 1948
| Konkurencja          | Rundy eliminacyjne     | Rundy eliminacyjne   | Klas. końcowa |
| Konkurencja          | Przeciwnik I           | Przeciwnik II        | Miejsce       |
| -------------------- | ---------------------- | -------------------- | ------------- |
| 57 kg styl klasyczny | Kurt Pettersén (SWE) P | Mahmud Hasan (EGY) P | 12.           |